# Old Mother Hubbard

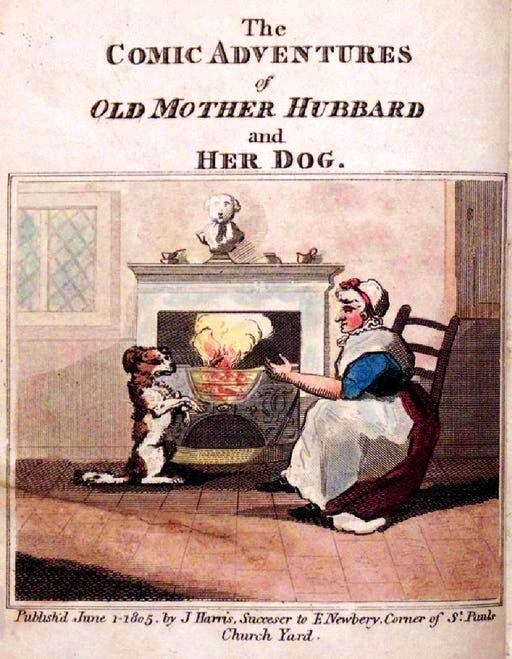
Page de titre de la première édition de The Comic Adventures of Old Mother Hubbard and Her Dog, publiée en 1805 par la maison londonienne J. Harris.

Old Mother Hubbard (vieille mère Hubbard) est une comptine en anglais. Son numéro Roud Folk Song Index est 19334.

## Paroles

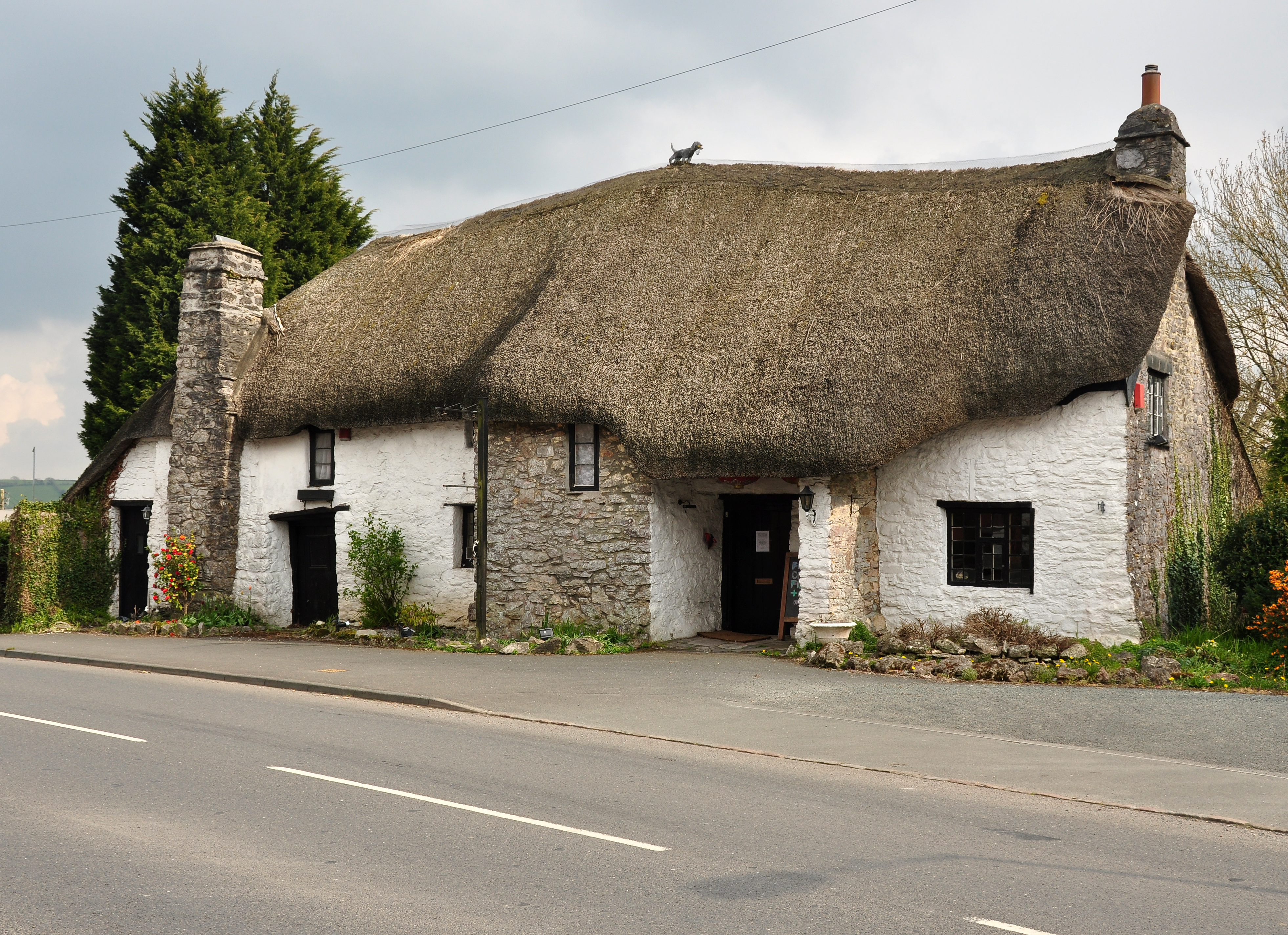
Le cottage de la vieille mère Hubbard, où aurait vécu l'auteur original de la comptine

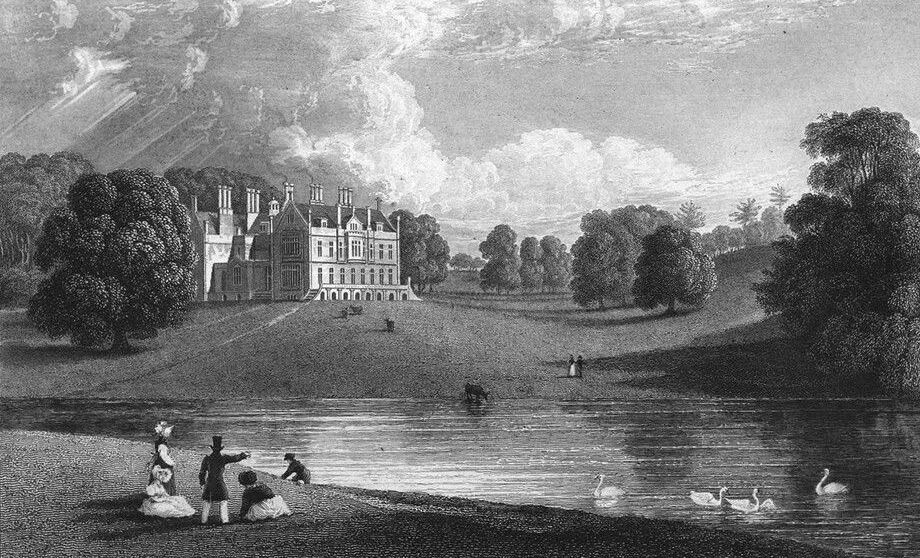
Kitley House, résidence de la famille Pollexfen Bastard, en 1829

La première version publiée de The Comic Adventures of Old Mother Hubbard and her Dog est attribuée à Sarah Catherine Martin (1768–1826) et associée à un cottage à Yealmpton, dans le Devon, à proximité de l'endroit où elle séjournait à Kitley House. Le livre était « illustré de quinze gravures élégantes sur plaque de cuivre » et portait « J.B. Esq MP (en), à la suggestion duquel et dans la maison duquel ces croquis remarquables ont été conçus », signé SCM.
Le poème commence ainsi :
Old Mother Hubbard

Went to the Cupboard,

To give the poor Dog a bone;

When she came there,

The Cupboard was bare,

And so the poor Dog had none.

She went to the Baker’s

To buy him some Bread;

When she came back

The Dog was dead!

She went to the Undertaker’s

To buy him a coffin;

When she came back

The Dog was laughing.
S'ensuit une série de quatrains de format similaire relatifs aux activités ultérieures du couple, le nombre de strophes variant dans les publications ultérieures. Cependant, il existe des preuves suggérant que seule la suite après les trois premières strophes est l'œuvre de Miss Martin. Une critique de son travail parue dans The Guardian of Education a fait l'éloge de « ce petit livre, dont la poésie est d'une date ancienne... Nous pouvons nous rappeler, à cette distance du temps, que dans notre enfance l'histoire de cette femme renommée, bien que pleine d'incohérences, nous l'avouons, nous a beaucoup diverti ».

Une variante musicale des vers d'introduction a été mise en musique par Samuel Arnold dans ses Juvenile Amusements (1797), sauf que ce n'est pas le chien mais « les pauvres enfants » qui sont l'objet de la charité de Mère Hubbard. Une autre chanson de l'œuvre d'Arnold était There Was an Old Woman Who Lived in a Shoe (en) (Il y avait une vieille femme qui vivait dans une chaussure), à laquelle on avait attribué deux lignes finales :
Then out went th’ old woman to bespeak ’em a coffin,

And when she came back, she found ’em all a-loffeing.
Sur la base des comptines (qui pourraient dater de l'époque shakespearienne), James Orchard Halliwell a été amené à croire que « l'histoire de la « Vieille Mère Hubbard » est sans aucun doute d'une certaine antiquité ».
Une autre chanson absurde avec un modèle similaire avait été publiée deux ans avant l'apparition des variations Mother Hubbard de Miss Martin. Au cours du roman Old Dame Trot and her Wonderful Cat (La vieille dame Trot et son merveilleux chat) paru en 1803, la Dame cherche du poisson dans le placard mais n'en trouve pas, « car le chat était déjà passé par là ». Deux autres strophes suggestives suivent:
She went to the butcher’s

To buy her some meat,

When she came back

She lay dead at her feet.

She went to the undertaker’s

For a coffin and shroud,

When she came back

Puss sat up and mewed
Par la suite, le chat continue d'effectuer des tâches ménagères et des prouesses comiques. Les deux échangent des courtoisies dans la strophe finale, tout comme le font Mère Hubbard et son chien à la fin de l'œuvre de Miss Martin. Mais tandis que le chien de Mère Hubbard continue à accomplir des exploits similaires à ceux du Dame Trot’s cat, comme fumer, jouer d'un instrument de musique et monter un autre animal.

## Éditions
Le livre a immédiatement connu un succès populaire grâce aux compétences marketing astucieuses de l'éditeur, John Harris (en). Pour alimenter l'enthousiasme qu'il avait créé, Harris commanda à Martin une suite publiée séparément dans laquelle le chien trouve une épouse, et publia au début de l'année suivante « une suite… écrite par une autre main ». La réputation populaire de l'œuvre était telle à cette époque que le satiriste Pierre Pindare en fit une cible dans l'une de ses pièces où « Le poète condamne le goût général actuel et prédit le retour des âges de la barbarie » :
In vain I preach, in vain in scorn I smile…

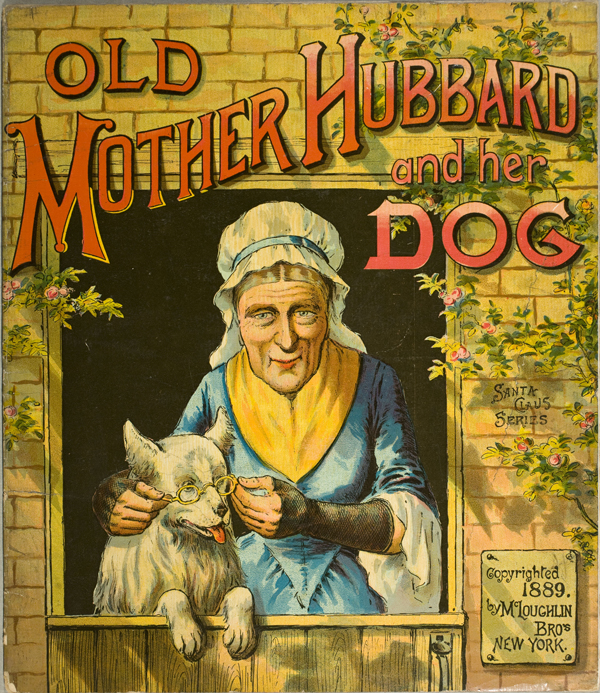
Représentation des États-Unis en 1889

Where Rapture doats on Mother Hubbard’s Tales!
Au fil des années, des éditions pirates, de nouvelles versions et des imitations sont apparues auprès d'autres imprimeurs, répondant à la demande continue. La première édition américaine de 1807 fut commercialisée sous le nouveau titre de A curious account of the comic adventures of Old Mother Hubbard and her dog (Un récit curieux des aventures comiques de la vieille mère Hubbard et de son chien). Au cours des premières années, les illustrations du livre étaient basées sur celles fournies par l'auteur. Mais l'édition de 1819 comportait de nouveaux dessins attribués à Allen Robert Branston (en) et et comportait ce sous-titre Dans laquelle sont montrés les merveilleux pouvoirs que possédait cette bonne vieille dame dans l'éducation de son animal préféré.
Les dessins des livres publiés hors de Londres étaient souvent plus basiques, comme ceux de l'édition de 1840 de Devonport, qui fut rebaptisée The droll adventures of Mother Hubbard and her dog (Les aventures drôles de Mère Hubbard et de son chien) et qui comportait un résumé rimé de l'histoire sur sa quatrième de couverture. Citons aussi l'édition de Banbury de 1840, à laquelle furent ajoutées plusieurs strophes supplémentaires qui portèrent leur nombre à vingt-trois. C'est également vers cette année-là qu'apparurent New Adventures of Mother Hubbard, dans lesquelles le couple se lance dans de nouvelles aventures plus actuelles, comme une visite au zoo et un voyage en train et en montgolfière,.
Un autre enrichissement a été apporté à la comptine lorsqu'elle a commencé à apparaître comme un livre mobile, afin que l'enfant puisse animer les scènes représentées. Les languettes de papier vers le bas de l'illustration pourraient être tirées d'avant en arrière afin de faire bouger les mains de Mère Hubbard, ou de lui faire hocher la tête, s'incliner, nourrir le chat et filer la laine.

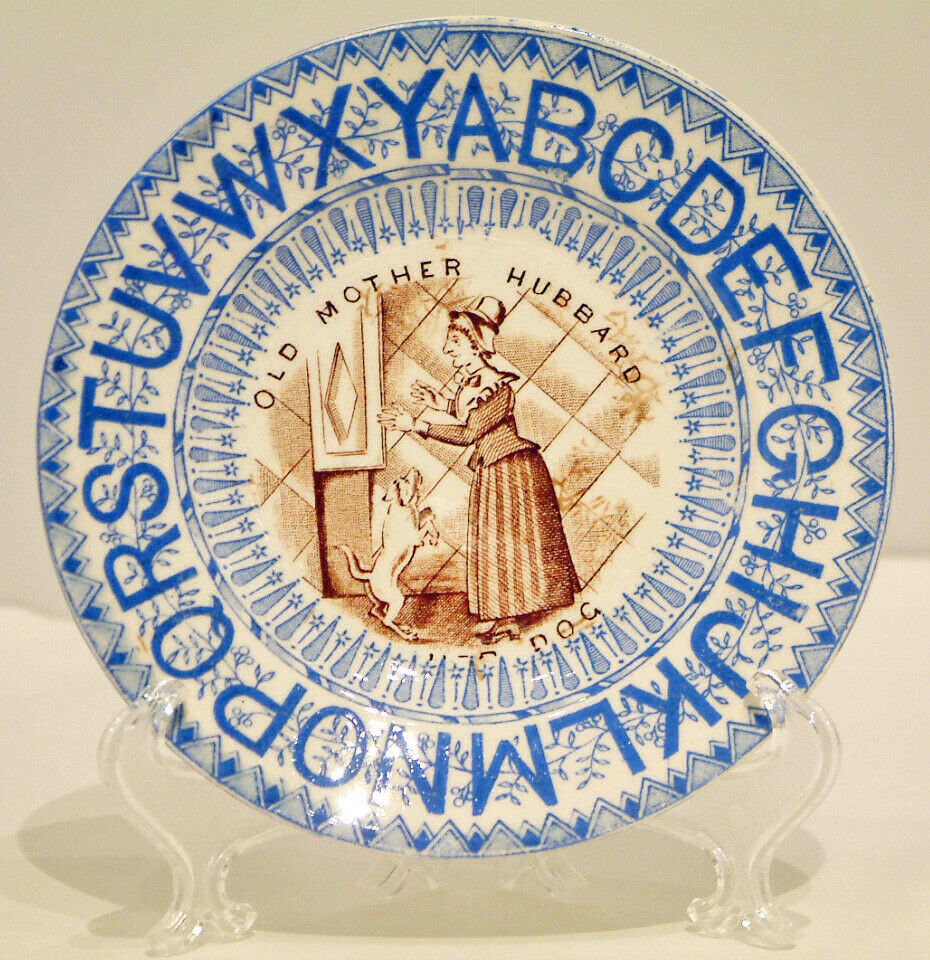
Une assiette alphabet victorienne basée sur la première strophe de la comptine

### Pédagogie
Les publications de John Harris ont marqué un tournant : elles ont délaissé les ouvrages moralisateurs pour enfants afin de se consacrer à leur divertissement imaginatif, dans lequel sa série de livres Mother Hubbard a joué un rôle décisif. Néanmoins, d’autres éditeurs ont développé des stratégies permettant de combiner divertissement et instruction. Un éditeur américain a inclus un ensemble complet de caractères à empattements en face de la page de titre, comprenant des majuscules, des minuscules, des italiques, des ligatures et des chiffres, pour faciliter la lecture. Un imprimeur anglais a atteint le même objectif en faisant écrire des lettres majuscules et minuscules ainsi que des chiffres le long des marges supérieure et inférieure de son livre d'images. Plus tard, des assiettes alphabets ont été introduites dans les chambres d'enfants avec une scène de la comptine sur un côté ou au centre (voir ci-contre). En effet, les illustrations de Mother Hubbard et de son chien ont été adaptées à de nombreuses autres fins, depuis la décoration de tirelires pour encourager l'épargne jusqu'à une variante du jeu de cartes snap (en) pour développer la mémoire.

## Traductions
À partir des années 1830, de nombreuses traductions et adaptations de la comptine ont été réalisées en Europe. En France parurent Les Aventures plaisantes de Madame Gaudichon et de son chien (1832), imitées de l'anglais, dans lesquelles le chien avait reçu le nom de Zozo. Vers 1830, il y eut une traduction allemande, Komische Abentheuer der Frau Hubbard und ihrein Hunde (Les aventures comiques de Dame Hubbard et de son chien), qui adapta les illustrations de Robert Branston et fut publiée à Mayence. Elle fut suivie quelques années plus tard par une autre traduction allemande qui utilisait également les illustrations de Branston, Geschichte der Madam Rips und ihres Hundes Bello (L'histoire de Madame Rep et de son chien Woof).
Plus tard vinrent deux traductions néerlandaises. Dans les années 1850 parut Kluchtige tafereelen van Grootje Goedsloof met haar aardig hondje Blaf (Scènes comiques de Granny Goodleaf avec son joli chien Woof). Ici, les illustrations de Branston sont accompagnées de légendes rimées et l'histoire est racontée de manière plus tranquille. Il fut suivi en 1860 par Moeder Hubbard en haar hond.

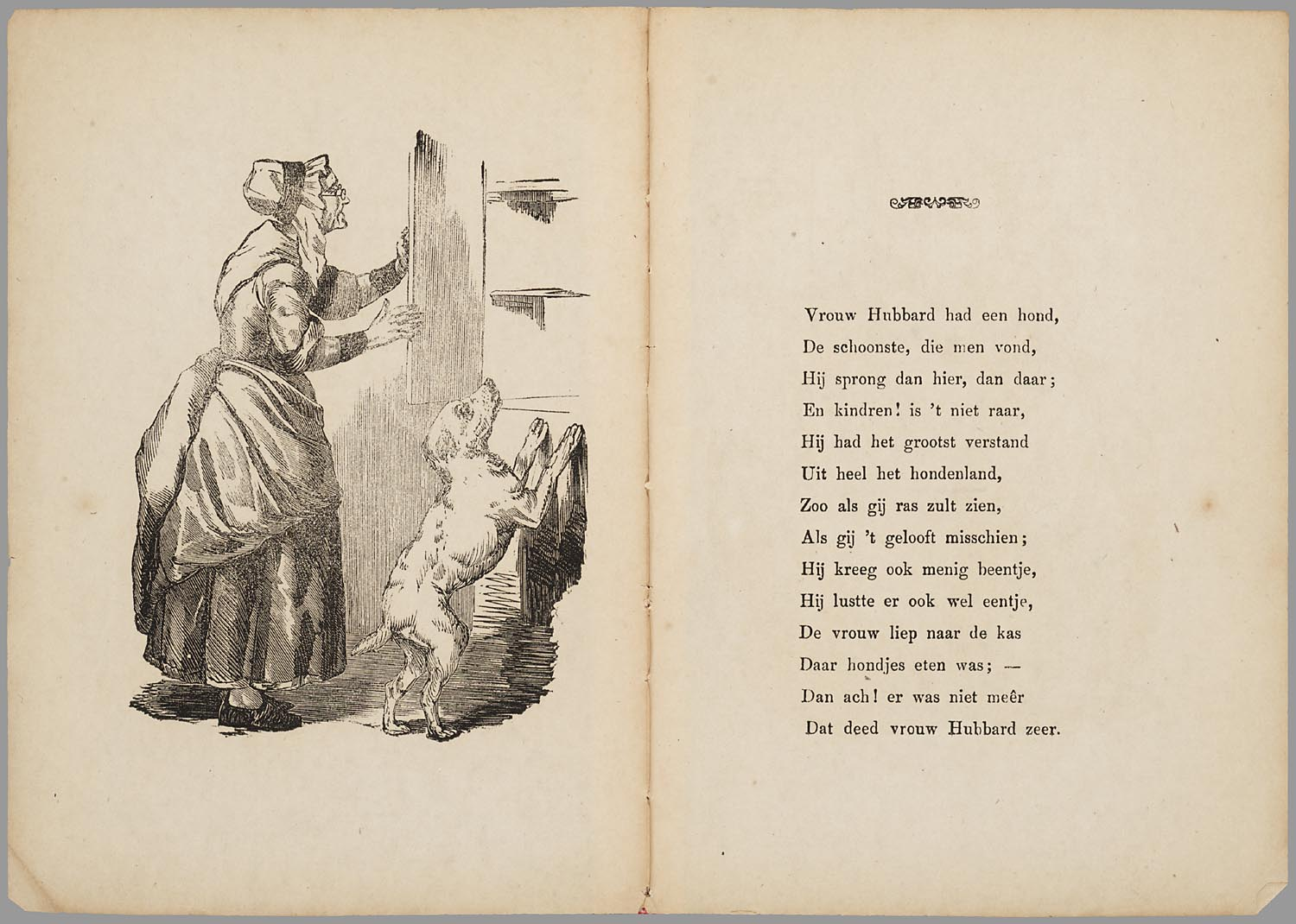
Moeder Hubbard en haar hond, la traduction de 1860 des Pays-Bas

Dame Hubbard had a hound,

No fairer could be found,

He sprang now here, now there,

And, kiddies, ain’t this rare,

Was cleverest to hand

In all of doggie-land.
En 1976, il y eut une traduction chinoise par HY Xiao, qui était accompagnée des illustrations détaillées par Walter Crane en 1873. Gabriella Rouf est revenue aux créations de Robert Branston pour accompagner sa plus récente traduction italienne Le divertenti avventure di Nonna Renza e il suo cane (2014).
Il existe également deux traductions russes de la comptine. Babushka Zabavushka i sobachka Bum (La joyeuse grand-mère et son petit chien Boom, 1906), dans la version de Raisa Kudasheva (1878-1964), contenait le détail supplémentaire du chien faisant une promenade en traîneau. Mais alors que c’est l’ingéniosité du chien qui a généralement été soulignée, le Pudel de l’adaptation de Samuil Marshak de 1927 est presque purement espiègle. Ce film a été adapté à son tour par Nina Shorina (née en 1943) dans son court métrage d'animation de 1985.

## Postérité

### Pantomime
Un sketch comique de 1818 présente un personnage qui s'exclame : « N'est-il pas ridicule pour nous, les adultes, d'aller voir Mère l'Oie, Tom Pouce, Vieille Mère Hubbard et autres bêtises infantiles du même genre, ou de gaspiller notre temps à des pantomimes et à des danses de corde ? ». Le genre de spectacle qui contenait ces personnages n'est pas expliqué. Ce n'est qu'une décennie plus tard qu'il fut fait mention d'une pantomime de Noël, au Theatre Royal de Drury Lane, qui était « fondée sur le conte familier de la vieille mère Hubbard et de son chien ». Par la suite, autant de personnages familiers que possible ont été regroupés dans la même production, à laquelle a été attribué un titre composite. Mother Hubbard and Her Dog or Harlequin & Tales of the Nursery, de Thomas John Dibdin et Charles Farley (en), a été joué en 1833 au Theatre Royal, Covent Garden. Et pour la saison 1861-2 à Drury Lane, il y avait Harlequin et la maison que Jack a construite ou la vieille mère Hubbard et son merveilleux chien par Edward Litt Laman Blanchard (en). Ce spectacle s'ouvre dans le cottage de Mère Hubbard, où elle et son chien sont rejoints par ses anciennes rivales, Dame Trot avec son chat et Dame Wiggins de Lee.
La coutume des références croisées a persisté. C'est le cas dans le scénario de David Wood de 1975, où Mère Hubbard retrouve, comme elle l’était deux siècles auparavant, la vieille femme qui vivait dans une chaussure. Plus récemment encore, Paul Reakes a apporté une touche de nouveauté au genre avec son Old Mother Hubbard - A Wild West Pantomime Adventure (1993).

### Parodies
En 1837, John Hannah (en), alors étudiant au Corpus Christi College d'Oxford, publia une critique textuelle parodique de « Old Mother Hubbord », prétendument écrite en 3211 après J.-C. par un universitaire néo-zélandais qui tente de relier le poème à la civilisation presque oubliée du XIXe siècle qui l'a produit. Une autre parodie très populaire était le sermon « illustrant la méthode sur laquelle certains pasteurs construisent leurs discours », avec la première strophe de la comptine comme texte, qui est apparu anonymement dans les journaux entre les années 1870 et 1880. À partir de la Grande-Bretagne, l'article s'est répandu sous des titres tels que A Model Sermon, "Modern Sermon" or A sermon of the olden times, jusqu'aux États-Unis et en Nouvelle-Zélande. En Grande-Bretagne, il a été incorporé dans un chapitre du roman du comte de Desart, Children of Nature (1878). Aux États-Unis, cette affirmation a été réfutée et publiée sous forme de brochure intitulée Who was Old Mother Hubbard? (1882/5).

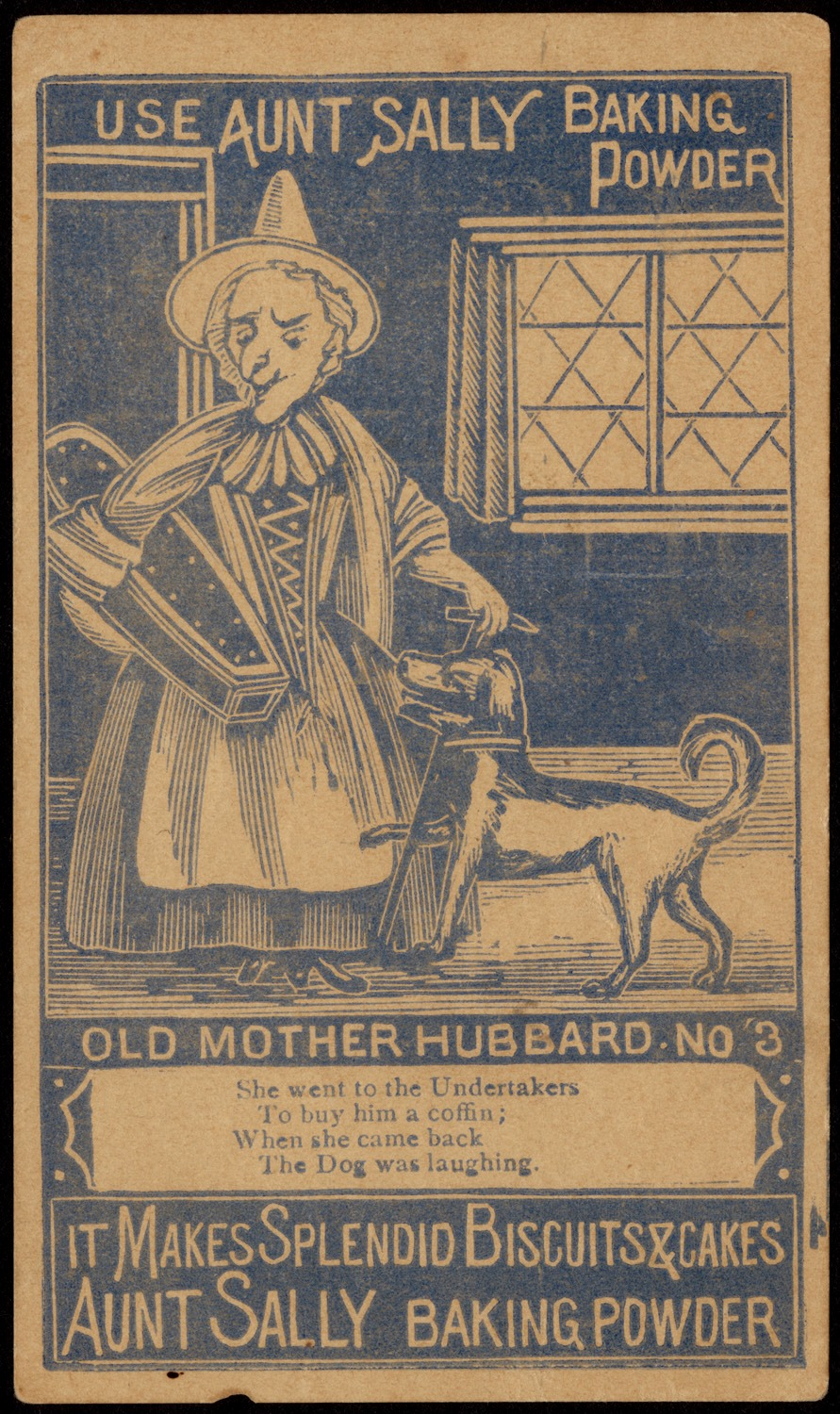
Une illustration de Mère Hubbard par Robert Branston utilisée sur une carte commerciale américaine

Les parodies ultérieures se sont largement concentrées sur la nudité du placard dans la première strophe. Une carte postale publicitaire pour la racinette du Dr Swett (en) conclut que Mère Hubbard n'a pas pu étancher sa soif parce que « les enfants étaient passés par là en premier ». Une autre carte postale impliquait que le chien était déjà venu auparavant. Dans la caricature de journal Mother Hubbard up to date de 1904, elle téléphone au boucher pour obtenir un os pour le pauvre chien. Deux autres cartes postales sexuellement suggestives (en) de 1910 jouent avec le concept de nudité. Dans l'un, Mère Hubbard est partie
To get her poor daughter a gown,

But the cupboard was bare

So the damsel sat there

With little else on but a frown.
Alternativement, elle est allée « chercher une robe pour sa pauvre fille », mais « le placard était vide, et sa fille aussi, je suppose ».
Les parodies ont également continué à se répandre dans la sphère musicale. Il y avait un quatuor comique du pasteur australien Alfred Wheeler (en), joué pour la première fois dans les années 1920. Il s'agissait d'une réécriture de la strophe d'ouverture de la comptine dans laquelle les principaux effets sont des variations sur Bow-wow,. Elle fut suivie de peu par Old Mother Hubbard set in the manner of Handel (1932) de Victor Hely-Hutchinson (en), où la strophe d'ouverture de la comptine est traitée à la manière d'un oratorio,.

### Utilisation politique
À l'époque élisabéthaine, il y avait eu un Mother Hubberd's Tale (en) bien plus ancien d'Edmund Spenser publié en 1591. Mais il était assez différent de la comptine, étant une fable satirique animalière concernant un singe et un renard. Il fut suivi en 1604 par Father Hubburd’s Tales de Thomas Middleton, qui contenaient la fable tout aussi politique  The Nightingale and the Ant. Il a également été affirmé que certains pensaient à tort que l'œuvre de Martin avait au départ une signification politique, bien qu'il n'existe aucune preuve fiable que ce soit le cas. Cependant, le personnage a rapidement été placé dans des contextes politiques différents. Lors d'un débat parlementaire, George Canning a comparé la vitalité de la constitution britannique, alors déclarée menacée, à la renaissance rapide du chien de Mère Hubbard lorsqu'elle lui a acheté un cercueil. Et plus tard, son placard vide a été introduit dans plusieurs caricatures politiques, traitant généralement de déficits financiers. Il s'agissait notamment d'articles parus dans les publications américaines The Wasp (en) (1881), Judge (1897), et Spokesman Review, intitulés Mother Hubbard up to date. Il y avait aussi une affiche britannique de 1905 intitulée The Cupboard Still Bare.